# Flottille der Marineflieger
Die Flottille der Marineflieger (MFlgFltl) war ein Großverband auf Brigadeebene der Deutschen Marine, in welchem die Marinefliegerkräfte zusammengefasst waren.

## Geschichte

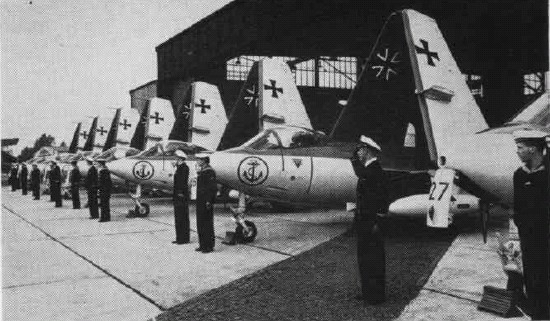
Jagdbomber des Typs SeaHawk beim MFG 1 1958

Die spätere Flottille der Marineflieger wurde am 16. Juli 1956 als Kommando der Marineflieger im Kieler Stadtteil Holtenau mit der Intension ein Typkommando zu bilden aufgestellt. Die mit den Kommandozuständigkeiten eines Brigadestabes ausgestattete Kommandobehörde unterstand dem Kommando der Seestreitkräfte (dem späteren Flottenkommando). Durch Aufwuchs der Marinefliegerkräfte in den folgenden Jahren wurde das Kommando zum 7. Februar 1964 mit den Zuständigkeiten eines Divisionsstabes ausgestattet. Am 1. Januar 1967 erfolgte die Umbenennung in Marinefliegerkommando und am 11. Juli 1969 in Marinefliegerdivision. Im Oktober 1967 wurde ein Fachstab, anfangs mit sechs Gruppen, ab 1977 mit vier Gruppen, eingerichtet, welcher bis April 1980 bestand. Diese Bezeichnung blieb bis zur letzten Umbenennung in Flottille der Marineflieger am 1. April 1994 bestehen, mit der die Flottille zugleich wieder auf die Brigadeebene gestuft wurde. Dies erfolgte, da durch die deutsche Wiedervereinigung Marinefliegerkräfte im bisherigen Umfang nicht mehr benötigt wurden. Infolge der Transformation der Bundeswehr wurden 2005 die noch verbliebenen Jagdbomber an die Luftwaffe abgegeben und die Flottille zum 30. Juni 2006 aufgelöst. Die zwei noch verbleibenden Geschwader wurden direkt dem Flottenkommando unterstellt.
Im Zuge der Neuausrichtung der Bundeswehr wurde zum 8. Oktober 2012 in Nordholz (seit dem 1. Januar 2015: Wurster Nordseeküste) bei Cuxhaven ein Marinefliegerkommando aufgestellt. Es übernahm die Aufgaben der im aufgelösten Flottenkommando angesiedelten Abteilung M Air (Marineflieger), dessen letzter Abteilungsleiter auch erster Kommandeur des Marinefliegerkommandos wurde.

## Organisation
Die Flottille der Marineflieger wurde von einem Flottillenadmiral geführt. Ihr unterstanden mehrere Marinefliegerverbände.

Marinefliegergeschwader 1 mit Jagdbombern in Schleswig/Jagel (1957–1993)
Marinefliegergeschwader 2 mit Jagdbombern und Aufklärungsflugzeugen in Tarp/Eggebek (1958–2005)
Marinefliegergeschwader 3 „Graf Zeppelin“ mit Seefernaufklärern und Hubschraubern auf dem Fliegerhorst Nordholz (1964–2006)
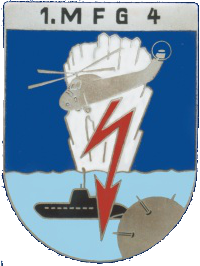
Marinefliegergeschwader 4 mit einer Staffel U-Boot-Jagd- sowie Minensuch- und -räumhubschraubern in Kiel-Holtenau (1963–1968)
Marinefliegergeschwader 5 mit Hubschraubern und Verbindungsflugzeugen in Kiel-Holtenau (1958–2006)
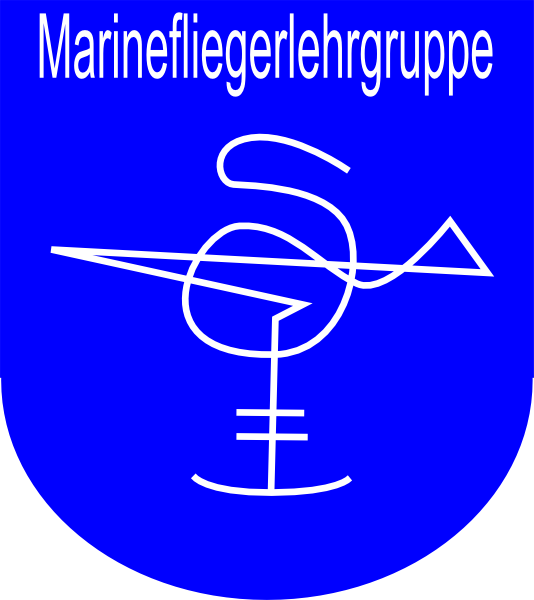
Marinefliegerlehrgruppe in Westerland (1968–1997)

## Gliederung
Ende 1958
- 1. Marinefliegergruppe (Ostsee), ab Juli 1959 Marinefliegergeschwader 1
  - U-Jagdstaffel mit 16 Fairey Gannet HS Mk4
  - 1. Mehrzweckstaffel mit acht Hawker Sea Hawk Mk 100
  - Transport- und Versorgungsstaffel
  - Flugbetriebsstaffel
- 2. Marinefliegergruppe (ab Februar 1958, Nordsee), ab August 1960 Marinefliegergeschwader 2
  - 1. Aufklärungsstaffel mit sechs Sea Hawk Mk 100/101, zwei Fairey Gannet AS.Mk.4/T.Mk.5 und drei Fouga Magister
- Marine-Seenotstaffel (ab Januar 1958), ab 1963 Marinefliegergeschwader 5

## Führung

### Liste der Kommandeure
| Nr. | Name                                       | Beginn der Amtszeit | Ende der Amtszeit |
| --- | ------------------------------------------ | ------------------- | ----------------- |
| 01. | Fregattenkapitän Richard Linke (1) (2)     | Juli 1956           | Januar 1957       |
| 02. | Fregattenkapitän Otto-Friedrich Werner (1) | Januar 1957         | Juni 1957         |
| 03. | Kapitän zur See Walter Gaul                | Juni 1957           | Juli 1960         |
| 04. | Kapitän zur See Hans Hefele                | Juli 1960           | Januar 1963       |
| 05. | Flottillenadmiral Helmut Mahlke (3)        | Januar 1963         | Februar 1966      |
| 06. | Flottillenadmiral Berthold Jung            | März 1966           | September 1970    |
| 07. | Flottillenadmiral Günter Luther (4)        | 1. Oktober 1970     | März 1972         |
| 08. | Flottillenadmiral Paul Kriebel             | April 1972          | März 1977         |
| 09. | Flottillenadmiral Rudolf Deckert           | April 1977          | März 1982         |
| 10. | Flottillenadmiral Jürgen Dubois            | April 1982          | September 1987    |
| 11. | Flottillenadmiral Kurt Ziebis              | Oktober 1987        | März 1992         |
| 12. | Flottillenadmiral Wolfgang Engelmann       | April 1992          | 1997              |
| 13. | Flottillenadmiral Ulrich Otto              | 1997                | 1999              |
| 14. | Flottillenadmiral Wolfgang Kalähne         | 2000                | März 2005         |
| 15. | Kapitän zur See Klaus Mathew (5)           | (2005)              | (2006)            |

### Chefs des Stabes der Flottille der Marineflieger
- Kapitän zur See Wilhelm Verlohr: von Februar 1958 bis Juli 1960
- Fregattenkapitän/Kapitän zur See Ernst Heinrich Thomsen: von August 1960 bis August 1963
- Fregattenkapitän/Kapitän zur See Hermann Bärner: von August 1963 bis 7. Februar 1964

### Chefs des Stabes und Stellvertretender Kommandeur der Flottille der Marineflieger
- Kapitän zur See Hermann Bärner: von Februar 1964 bis Januar 1967
- Kapitän zur See Jürgen Goetschke: von Januar 1967 bis September 1969
- Kapitän zur See Rolf Lemp: von Oktober 1969 bis März 1973
- Kapitän zur See Rolf Pöhler: von April 1973 bis März 1977
- Kapitän zur See Kurt Ziebis: von April 1977 bis April 1979, später Kommandeur der Flottille der Marineflieger
- Kapitän zur See Kurt Kipp: ab August 1978 mit der Wahrnehmung der Geschäfte beauftragt
- Kapitän zur See Kurt Kipp: von Mai 1979 bis September 1981
- Kapitän zur See Bernhard Schäfer: von Oktober 1981 bis März 1985
- Kapitän zur See Eduard Wismeth: von April 1985 bis Dezember 1991
- Kapitän zur See Lüppo Schmidt-Smeding: von Januar 1992 bis September 1994
- Kapitän zur See Hans Laubner: von Oktober 1994 bis 1997
- Kapitän zur See Dietrich Drescher: von 1998 bis 2003
- Fregattenkapitän Klaus Mathew: von 2003 bis 2005, anschließend Kommandeur der Flottille der Marineflieger

### Chefs des Fachstabes
- Fregattenkapitän Hans-Alfred Renz: von Oktober 1967 bis Oktober 1968
- Kapitän zur See Rolf Pöhler: von November 1968 bis März 1973, anschließend Chefs des Stabes und Stellvertretender Kommandeur der Flottille der Marineflieger
- Kapitän zur See Friedrich Wilhelm Koch: von April 1973 bis September 1974
- Kapitän zur See Gerhard Reger: von Oktober 1974 bis September 1975
- Kapitän zur See Kurt Kipp: von Oktober 1975 bis Mai 1979, anschließend Chefs des Stabes und Stellvertretender Kommandeur der Flottille der Marineflieger
- unbesetzt: von Juni 1979 bis März 1980